# 庫都斯江·艾尼娃爾
庫都斯江·艾尼娃爾（維吾爾語：كۇدۇسجان ئەنۋەر‎，拉丁维文：Kuddusjan Anwaer；1997年9月6日—），維吾爾族，同時亦為俄維混血兒，新疆吐魯番人，是中國內地的男演員。畢業於北京電影學院表演系，同期演員有吳磊、黃俊捷等人。出道作品為2016年的多媒體舞臺劇《藏海花》，及後正式入行並參與如《沙海》、《瑪麗學園》、《重啓之極海聽雷》等多部劇集的拍攝。

## 演出作品

### 電影
| 首播年份 | 劇名                   | 角色   |
| -------- | ---------------------- | ------ |
| 2019年   | 《吳山居事件賬之燃骨》 | 坎肩   |
| 2021年   | 《樓蘭傳説：幽靈軍隊》 | 魏辰   |
| 2021年   | 《梭梭草》             | 張傑勇 |
| 2021年   | 《三線輪洄》           | 姜駿   |

### 電視劇／網絡劇
| 首播年份 | 劇名               | 角色       | 備註       |
| -------- | ------------------ | ---------- | ---------- |
| 2018年   | 《沙海》           | 坎肩       | 網絡劇     |
| 2019年   | 《瑪麗學園》       | 沈浩辰     | 青春喜劇   |
| 2020年   | 《清平樂》         | 耶律洪基   | 古裝電視劇 |
| 2020年   | 《重啓之極海聽雷》 | 坎肩       | 網絡劇     |
| 2021年   | 《長歌行》         | 阿詩勒涉爾 | 古裝電視劇 |
| 2022年   | 《星河長明》       | 楚夜       | 奇幻古裝劇 |
| 2024年   | 《19層》           | 嚴鋒       | 網絡劇     |
| 2024年   | 《大理寺少卿遊》   | 阿里巴巴   | 網絡劇     |

## 外部連結
- 庫都斯江·艾尼娃爾在豆瓣上的资料（简体中文）
- 庫都斯江·艾尼娃爾的新浪微博
- 庫都斯江·艾尼娃爾在互联网电影资料库（IMDb）上的資料（英文）